# Frattenbach
Der Frattenbach ist ein Bach in der Gemeinde St. Jakob in Defereggen (Bezirk Lienz). Der Bach entspringt an der Nordseite der  Villgratner Berge und mündet südlich von Erlsbach in die Schwarzach.
Der Frattenbach entspringt südwestlich des Hirschbichl bzw. südöstlich des Erlasbodens, wobei das Quellgebiet etwas unterhalb der Waldgrenze im Frattenwald liegt. Das Gebiet oberhalb des Quellgebiets zählt dabei zur Lappachalm. Der Frattenbach durchquert in südöstlicher bis südlicher Richtung den Frattenwald und mündet nach rund 1,1 Kilometern südlich der Ortschaft Erlsbach von rechts in die Schwarzach. Das Einzugsgebiet des Frattenbachs liegt zwischen dem Einzugsgebiet der Staller Almbachs im Westen und jenem des Lappbachs im Osten. Nördlich des Frattenbachs befindet sich der Erlsbach.